# Stepanivka, Oleksandria
Stepanivka (în ucraineană Степанівка) este un sat în comuna Andriivka din raionul Oleksandria, regiunea Kirovohrad, Ucraina.

## Demografie
Componența lingvistică a localității Stepanivka
     Ucraineană (97,38%)
     Rusă (2,62%)
Conform recensământului din 2001, majoritatea populației localității Stepanivka era vorbitoare de ucraineană (97,38%), existând în minoritate și vorbitori de rusă (2,62%).